# Programme nucléaire de l'Argentine
Le programme nucléaire de l'Argentine date du premier mandat du général Perón (1946 - 1955). Membre du Groupe des fournisseurs nucléaires, qui compte 45 États, l'Argentine est aujourd'hui dotée de trois réacteurs en marche, deux à Atucha et un à Embalse, qui fournissent environ 8 % du réseau électrique national. Signataire du traité de Tlatelolco de 1967, visant à créer une zone exempte d'armes nucléaires en Amérique latine, l'Argentine a ratifié en 1995 le Traité de non-prolifération nucléaire (TNP).
En août 2006, le président Nestor Kirchner a annoncé un plan de réactivation du nucléaire visant notamment à augmenter jusqu'à 15 % la consommation d'énergie nucléaire en Argentine, et prévoyant des retombées sur l'industrie nationale et la santé, comprenant en outre un volet d'enrichissement d'uranium. Un accord de coopération a été signé avec le Brésil en 2008. Buenos Aires s'est félicité en janvier 2010 de la nomination du diplomate argentin Rafael Mariano Grossi comme chef de cabinet de l'AIEA, qui rend compte, selon le chancelier Jorge Taiana, de la reconnaissance du rôle positif de l'Argentine dans le développement de l'énergie nucléaire pacifique.
| \| Atucha Embalse Angra Laguna Verde \| Localisation des centrales nucléaires en Amérique latine |
| Atucha Embalse Angra Laguna Verde                                                                |

## 1950: création de la CNEA
Le 13 mai 1950, conscient de l'importance que l'énergie nucléaire allait avoir, le président argentin Juan Domingo Perón, crée la Commission nationale de l'énergie atomique (es) (CNEA)
Perón annonça en 1951 que l'Argentine allait être le premier État à produire de la fusion nucléaire, grâce au Projet Huemul. Le projet, qui devait aussi servir à un usage pacifique, lui avait été proposé en 1948 par un savant autrichien, Ronald Richter (es). Richter, qui s'avéra plus tard être un escroc, avait été introduit auprès de Perón par le célèbre concepteur d'avions allemand, Kurt Tank.
En 1949, des installations de recherche furent construites sur l'île Huemul (es), sur le lac Nahuel Huapi. Richter ayant des problèmes à passer du stade technique au stade industriel, Perón nomma une commission d'enquête en septembre 1952, dirigée par José Antonio Balseiro, Mario Báncora, Manuel Beninson, Pedro Bussolini et Otto Gamba. Celle-ci conclut à une imposture de la part de Richter. Une deuxième commission, dirigée par Richard Gans et Antonio Rodríguez, confirma les allégations de la première, menant à l'abandon du Projet Huemul.
L'équipement fut transféré à des anciennes casernes de l'armée où Péron lui-même avait séjourné comme jeune officier de troupes de montagne, donnant naissance au Centre atomique de Bariloche (es) (CAB) de la CNEA et à l'Institut de physique de l'Université nationale de Cuyo, rebaptisée plus tard Institut Balseiro (IB).

## 1958: le premier réacteur nucléaire sud-américain
Dans le cadre du programme « Atomes pour la Paix », l'Argentine reçoit en 1957 les plans d'un réacteur américain de recherche de type Argonaut, ainsi que le combustible à l'uranium hautement enrichi que l'Argentine ne pouvait pas produire. En huit mois, le réacteur appelé RA-1 a été construit et il a divergé le 17 janvier 1958 à six heures du matin, devançant de quelques mois le réacteur nucléaire brésilien.
Les Argentins ne se limitent pas à faire fonctionner le réacteur. Ils augmentent la puissance d'un facteur dix et trouvent des solutions, avec des méthodes simples et à leur portée, à des problèmes d'ingénierie très ardus, arrivant même à construire leurs propres rectificateurs pour des équipements électroniques, avec du sélénium produit localement.
La CNEA commence à produire des radioisotopes pour l'usage médical et industriel, et à acquérir l'expérience nécessaire pour l'étape suivante : un réacteur complètement conçu et fabriqué en Argentine, le RA-3.

## 1967: le premier réacteur nucléaire en Argentine
Pendant les années 1960, la CNEA ressentit le besoin de maîtriser la technologie et non pas de l'acheter clé en main. « Apprendre en faisant » était le credo du plan nucléaire argentin. En décembre 1967, le cœur du premier réacteur totalement conçu et construit en Argentine entre en divergence et la CNEA commence à envisager la construction d'une centrale nucléaire.

## 1968: Début de la construction de la première centrale nucléaire
L'un des derniers décrets signés par le gouvernement civil d'Arturo Illia, a été celui de la construction d'un réacteur nucléaire commercial à Atucha, près de la ville de Lima, au nord-ouest de Buenos aires. La junte militaire ayant renversé Illia a continué le projet, et Kraftwerk Union, la filiale de la firme allemande Siemens, commença le 1er juin 1968 le chantier de construction de la centrale nucléaire d'Atucha, première centrale nucléaire d'Amérique du Sud. Équipé d'un réacteur à eau lourde pressurisée ou PHWR, elle entra en service en 1974, commençant la production d'énergie nucléaire en juin 1974. Ce réacteur a fourni environ 2,5 % des besoins de la production du pays en 2005.
En à peine dix ans, l'Argentine était passée du stade de pays sans réacteur nucléaire à celui de constructeur d'une centrale nucléaire.

## 1974: la deuxième centrale nucléaire
Lors du troisième et dernier mandat de Perón, le décret du 7 mars 1974 valide un contrat avec un consortium comprenant des sociétés canadienne AECL et italienne Italimpianti, afin de construire la centrale d'Embalse, équipé d'un réacteur CANDU (de conception canadienne). Celle-ci a été mise en service en 1983. Deux ans plus tard, des propriétaires de technologie CANDU, situés en Argentine et en Corée du Sud, se sont joints au Groupe de propriétaires de CANDU (GPC). Embalse fournit aujourd'hui près de 4,5 % de l'électricité en Argentine.
Dans les années 1970, l'Argentine met en place avec le Brésil un programme de surveillance mutuelle.

## 1977: le programme nucléaire
La junte militaire qui prend le pouvoir en mars 1976 continue le programme nucléaire. Un docteur en physique et contre-amiral de la marine argentine, Carlos Castro Madero, est nommé à la tête de la CNEA. Sous sa direction, la CNEA entreprend un ambitieux plan nucléaire, dit Programme nucléaire de 1977, qui comprenait la construction de plusieurs réacteurs de puissance, en plus du réacteur déjà en service en 1974 (Atucha I, un réacteur à eau lourde pressurisée, technologie Siemens). Sous son mandat, la deuxième centrale nucléaire, Embalse (technologie CANDU-600) entre en service en 1983. Une usine d'eau lourde est construite en nord-Patagonie pour alimenter en eau lourde les réacteurs argentins, qui n'ont pas besoin d'uranium enrichi pour fonctionner.
Castro Madero créé en 1981 le holding ENACE, dont la vocation était de devenir l'architecte-ingénieur de la construction des futures centrales nucléaires argentines. L'État argentin en détient 75 % des parts, Siemens AG étant propriétaire des 25 % restants.
Peu avant la rétrocession du pouvoir aux civils par la junte militaire, Castro Madero annonce à Buenos Aires que l'Argentine avait la maîtrise de la technologie de l'enrichissement par diffusion.
Castro Madero s'est avéré aussi bien un administrateur compétent qu'un physicien de valeur (il était neutronicien) et un homme intègre ; à la fin de son mandat en 1983, aucune charge contre lui n'a été retenue. Il a payé de sa vie l'effort excessif de ces années de travail ; il décéda prématurément en 1991, victime d'un infarctus.

## De 1983 à 2006
L'enrichissement d'uranium, nécessaire à la construction d'une bombe atomique, est abandonné par le nouveau président civil Raul Alfonsin (1983-1988), qui était sous pressions pour renégocier la dette externe de l'Argentine. Le programme nucléaire est alors mis sur pause dans les années 1980, et un entrepreneur sans expérience en science et technologie, Alberto Costantini, est nommé au poste de président de la CNEA.
Les effets de la mauvaise gestion de Costantini se font immédiatement sentir. Des départs volontaires sont organisés, car les priorités au niveau politique ont changé et les budgets de la recherche nucléaire se retrouvent réduits. Les réductions budgétaires entrainent le départ de physiciens et ingénieurs nucléaires argentins devant émigrer, faute de projets ; une partie se reconvertit dans l'aérospatial ; d'autres réussissent dans l'informatique et même dans la finance.
Malgré ces difficultés, le plan nucléaire de la Commission nationale de l'énergie atomique (CNEA) a exporté des technologies nucléaires au Pérou, en Algérie, en Égypte (réacteur à uranium enrichi d'Inshas, mis en service en 1997) et en Australie (construction du réacteur OPAL (en) par la firme argentine INVAP). En liaison avec la Chine, l'Argentine avait aidé l’Algérie à se doter de deux réacteurs nucléaires expérimentaux, Nour basé à Draria (inauguré en 1989) (Alger) et Salam à Aïn Oussara (Djelfa, en service depuis 1993).
La holding ENACE devait diriger la construction d'Atucha II, dans laquelle 10 millions de dollars par an sont investis dans l'entretien, mais les travaux furent interrompus sous Carlos Menem (1988-1999), en 1994.
La même année, les centrales Atucha et Embalse, dirigés par la CNEA, passent sous le contrôle de Nucleoeléctrica Argentina (NASA). Associée à l'Agence internationale de l'énergie atomique (AIEA), la NASA possède trois centres (à Bariloche, Constituyentes et Ezeiza) ainsi qu'un complexe à Pilcaniyeu (dans le département du même nom).

### Coopération avec l'Iran
Voir aussi : Programme nucléaire de l'Iran.
Le manque de budget avait acculé les responsables du programme nucléaire argentin à chercher à exporter technologie afin de se procurer de l'argent. Un accord de coopération est signé alors avec l'Iran par Raul Alfonsin (1983-1988). En 1991, sous pression de Washington, Carlos Menem le suspend unilatéralement. L'année suivante, l'ambassade d'Israël à Buenos Aires est dynamitée, et en 1994, une mutuelle juive (AMIA) suit le même sort.
En octobre 2006, les procureurs fédéraux argentins chargés de l'attentat de l'AMIA du 18 juillet 1994 et de l'attentat de 1992 contre l'ambassade d'Israël à Buenos Aires ont accusé Téhéran et le Hezbollah libanais d'avoir été à l'origine de l'attaque, affirmant qu'il s'agissait de représailles à la cessation de l'accord de coopération nucléaire. La thèse est néanmoins discutée, y compris par La Nación qui souligne le manque de preuves dans l'enquête, tandis que de nombreuses irrégularités ont émaillé le procès au cours des années.
Suscitant davantage de questions que de réponses, les rapports des procureurs montrent que Buenos Aires n'avait jamais totalement arrêté la coopération, livrant de l'uranium faiblement enrichi à Téhéran,. Selon Gareth Porter (en), le rapport lui-même sape les accusations, d'une part parce que la coopération n'avait jamais complètement cessé, d'autre part parce que Buenos Aires était sur le point de la renforcer, des négociations pour remettre à plein régime les trois accords étant en cours avec l'Organisation de l'énergie atomique d'Iran (OEAI). L'Iran a attendu 1996 avant de déclarer qu'elle allait prendre des mesures légales contre la rupture de deux contrats avec l'Argentine.

## 2006: plan de réactivation nucléaire et coopération avec le Brésil
Le président Nestor Kirchner a décidé de relancer le programme nucléaire argentin en 2006, annonce faite par son ministre Julio de Vido (en) le 23 août 2006,. Le plan prévoit en particulier, pour un montant estimé de 3,5 milliards de dollars :
- de terminer la construction de la centrale Atucha II (avec l'aide de la firme canadienne AECL), nb : la centrale devrait être couplée au réseau en juin 2013[12] ;
- d'explorer les possibilités de construire une nouvelle centrale nucléaire ;
- d'étendre la durée de vie de la centrale d'Embalse, qui devait être fermée en 2011 ;
- de relancer le programme d'enrichissement d'uranium à Pilcaniyeu ;
- de travailler sur un prototype du réacteur de 4e génération CAREM, dont le concept fut présenté pour la première fois en 1984, à Lima, devant l'AIEA ;
- de démarrer la production d'eau lourde dans l'usine d'Arroyito en province de Neuquén ;
- enfin la signature d'un accord entre le CNEA, BACON et TECNONUCLEAR afin de fournir gratuitement des radioisotopes aux hôpitaux publics.

La nouvelle présidente, Cristina Fernández de Kirchner, a signé un accord de coopération nucléaire avec son homologue brésilien Luiz Inácio Lula da Silva, visant à produire de l'uranium enrichi. Buenos Aires et Brasilia ont ainsi créé le Comité Binational d’Energie Nucléaire (COBEN) en février 2008.
L'Agence brésilo-argentine des Applications de l'Energie Nucléaire (AABAEN) devrait terminer le chantier de Atucha II, et commencer la construction d'ANGRA III au Brésil.

### Scandales internes au CNEA (2007)
Une affaire de corruption éclaboussa le CNEA en novembre 2007, menant le président du CNEA, José Abriata, à ordonner une suspension temporaire, de 30 jours, du gérant général, Rubén Calabrese, et du président de l'entreprise publique Dioxitek, Santiago Morazzo. Le CNEA est un organisme d'État, alors que Dioxitek est une entreprise ; les deux sont sous la tutelle du Ministerio de Planificación Federal, Inversión pública y Servicios, dirigé par Julio De Vido (en).

## 2014 à aujourd'hui: la mise en service du 3ème réacteur et le futur du programme nucléaire

### La mise en service du réacteur n°2 de la centrale de Atucha
Le troisième réacteur de puissance du pays a été connecté au réseau argentin et a produit ses premiers kWh d'électricité le 25 juin 2014.
Celui ci à par la suite été amené à sa puissance nominale en février 2014 pour finalement entrer en service commercial le 26 mai 2016.

### Construction de petits réacteurs modulaires (PRM) sur le site de Atucha
L'argentine est aussi en train de construire un PRM, sur le site de centrale nucléaire d'Atucha : le réacteur Carem, un petit réacteur modulaire dérivé des réacteurs construit et utilisé dans les sous-marin nucléaires de la marine Argentine.